# Хейзел Голт
Хейзел Голт (англ. Hazel Holt; нар. 3 вересня 1928 — пом. 23 листопада 2015) — британська письменниця.

## Життєпис
Хейзел Голт народилася 3 вересня 1928. Отримала освіту в середній школі короля Едуарда VI для дівчат у Бірмінгемі, Англія, а потім у коледжі Ньюнем у Кембриджі.
Після навчання продовжила роботу в Міжнародному африканському інституті в Лондоні, де познайомилася з письменницею Барбарою Пім, біографію якої пізніше написала. Вона також закінчила один з романів Пім після смерті письменниці. Голт опублікував «Моя дорога Шарлотта», історію, яка використовує фактичну мову листів Джейн Остін до її сестри Кассандри, щоб створити таємницю вбивства Регентства.
Свій перший роман Голт написала у шістдесят і була провідною письменницею кримінальних романів. Хейзел найбільш відома серією творів про Шейлу Мелорі. Вона також була постійним автором та редактором у The Stage протягом кількох років.

### Родина
В 1951 році вийшла заміж за Джефрі Луїса Голта (1924-2010). В 1961 році народила сина Тома Голта, британського письменника та романіста.

### Смерть
Хейзел Голт померла 23 листопада 2015.

### «Шейла Мелорі»
1. 1989 — Gone Away [US title Mrs Malory Investigates];
2. 1991 — The Cruellest Month;
3. 1992 — The Shortest Journey;
4. 1993 — An Uncertain Death;
5. 1994 — Murder on Campus;
6. 1995 — Superfluous Death;
7. 1996 — Death of a Dean;
8. 1997 — The Only Good Lawyer…;
9. 1998 — Dead and Buried;
10. 1999 — Fatal Legacy;
11. 2000 — Lilies That Fester;
12. 2001 — Leonora;
13. 2002 — Delay of Execution;
14. 2003 — Death in Practice;
15. 2004 — The Silent Killer;
16. 2005 — No Cure for Death;
17. 2006 — Death in the Family;
18. 2008 — A Time to Die;
19. 2009 — Mrs. Malory and Any Man's Death;
20. 2012 — Mrs. Malory and a Necessary End;
21. 2014 — Death is a Word.